# Orlando Solar Bears (ECHL)
Die Orlando Solar Bears (IPA: [ɔrˈlændoʊ 'səʊlə(r) bɛɚs]) sind ein US-amerikanisches Eishockey-Franchise der ECHL aus Orlando im Bundesstaat Florida und wurde am 1. November 2011 gegründet.
Die Heimspielstätte ist das Kia Center. Die Solar Bears kooperierten seit dem 10. Mai 2012 mit den Minnesota Wild aus der National Hockey League und den Iowa Wild aus der American Hockey League sowie mit den Toronto Maple Leafs (NHL) und den Toronto Marlies (AHL). Die Maple Leafs waren von 2014 bis 2018 einziger Kooperationspartner der Solar Bears, bevor eine neue Vereinbarung mit den Tampa Bay Lightning getroffen wurde. Als erster Cheftrainer der Franchise-Historie wurde im Juni 2012 der ehemalige NHL-Akteur Drake Berehowsky vorgestellt.
Die Orlando Solar Bears sind das dritte professionelle Eishockeyteam im Raum Greater Orlando. Unter demselben Namen existierte bereits von 1994 bis 2001 ein Franchise in der International Hockey League in der Stadt, das in dieser Zeit überaus erfolgreich war und in der Saison 2000/01 den letztmals vergebenen Turner Cup gewann. Zudem spielten von 2002 bis 2007 die Orlando/Florida Seals in diversen Minor Leagues des Südens.